# Danny Strong (Basketballspieler)
Daniel Antoine „Danny“ Strong (* 18. Januar 1975 in Denville) ist ein ehemaliger US-amerikanisch-französischer Basketballspieler.

## Werdegang
Strong spielte als Schüler für die Mannschaft der Great Falls High School (US-Bundesstaat South Carolina) und als Student für drei Hochschulmannschaften: Lake City Community College (1993/94), Spartanburg Methodist College (1994/95), North Carolina State University (1995 bis 1997). Er studierte Soziologie.
Seine Laufbahn als Berufsbasketballspieler begann Strong in Belgien, es folgte ein Jahr in Portugal. Mit STB Le Havre spielte er in der zweiten französischen Liga und schaffte mit der Mannschaft den Aufstieg in die höchste Spielklasse des Landes.
Strong nahm 2000 ein Angebot von BCM Gravelines an und kam im Spieljahr 2000/01 auf einen Punktedurchschnitt von 18,9 je Begegnung. Auch 2001/02 gehörte er zu den besten Korbschützen der Mannschaft (18,3 Punkte je Begegnung). 2003 erreichte er mit Gravelines das Halbfinale um die französische Meisterschaft. Im Mai 2004 erlitt Strong einen Achillessehnenriss und fiel in den folgenden zehn Monaten aus. 2005 gewann er mit der Mannschaft den französischen Pokalwettbewerb.
Im Alter von 30 Jahren wechselte Strong, der die französische Staatsbürgerschaft annahm, zum spanischen Erstligisten Baloncesto Fuenlabrada, spielte anschließend in Italien und während der Saison 2007/08 erneut in Spanien. Im Dezember 2007 kam es zwischen Strong und Baloncesto León zur Trennung. In Spanien und Italien kamen Strongs Stärken im Angriff weniger zur Geltung als zuvor in Gravelines. Er kehrte nach Frankreich zurück, spielte ab November 2008 erneut für Le Havre (diesmal in der ersten Liga) sowie abschließend für den Drittligisten GET Vosges.
Seine ebenfalls aus dem US-Bundesstaat South Carolina stammende Ehefrau Allison Feaster spielte Basketball als Profi in Frankreich. Strong wurde nach dem Ende seiner Spielerlaufbahn in den Vereinigten Staaten als Trainer tätig, war Assistenztrainer an der Raleigh High School und ab 2013 Trainer an der Fuquay Varina High School. Er war Mitgründer eines Dienstleisters für Jugendsport in Fuquay-Varina (US-Bundesstaat North Carolina) und übernahm dessen Leitung.